# Felber Tauern
Felber Tauern er et bjergpas i Østrig beliggende i 2.481 meters højde i Hohe Tauern i Alperne.
Felber Tauern ligger mellem Venedigergruppen og Granatspitzgruppen og forbinder delstaterne Salzburg og Tyrol (Østtyrol). Passet er vanskeligt passabelt men var trods dette det mest benyttede Tauern-pas i romertiden. Først med bygningen af vejtunnelen Felbertauerntunnel i 1960'erne blev de to dale på hver side af Felber Tauern – Felbertal og Tauerntal – forbundet i en højde af 1.632 moh. Felbertauerntunnel er i dag den hurtigste forbindelse mellem Østtyrol og Salzburg.